# Paweł Maliński

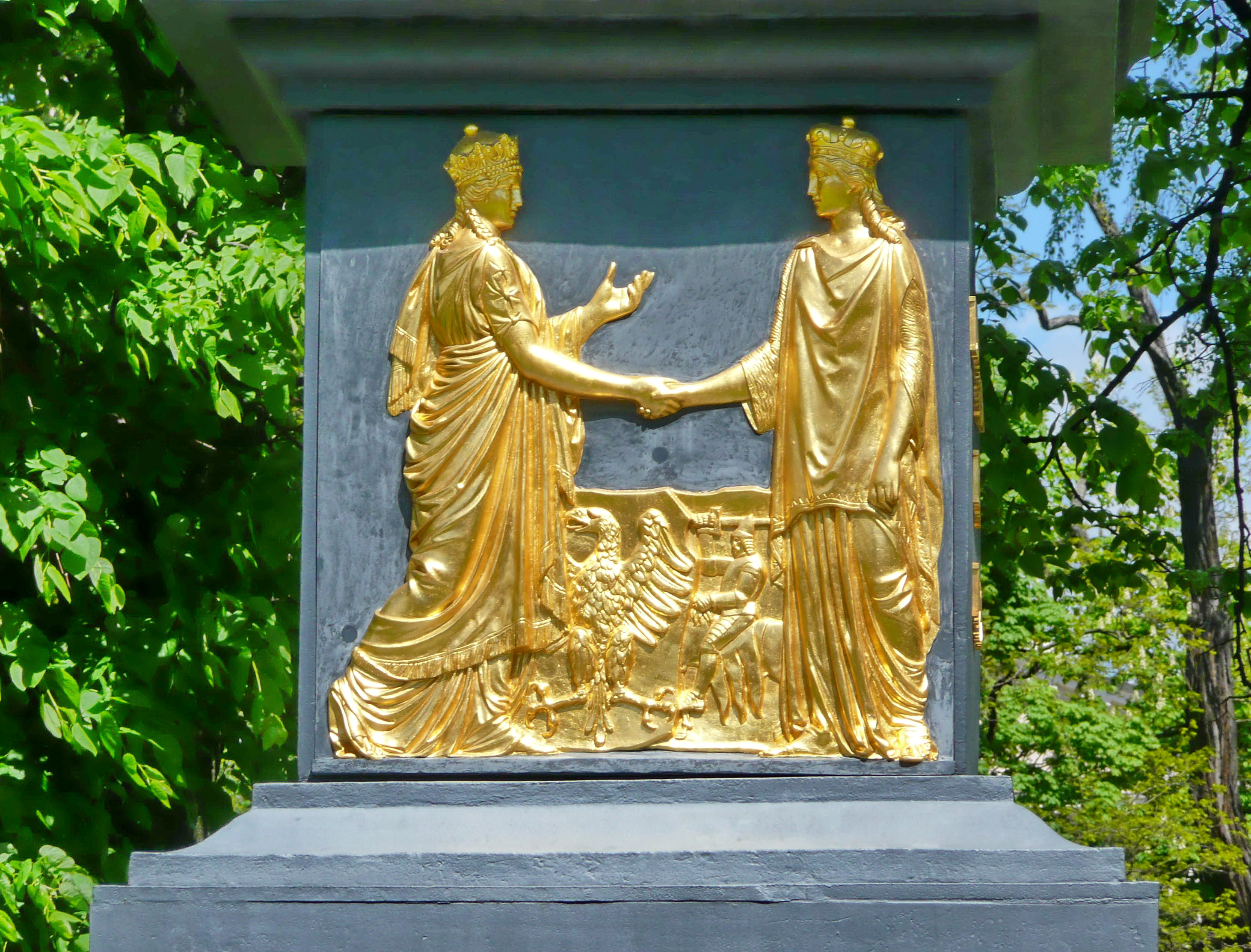
Płaskorzeźba Pawła Malińskiego na pomniku Unii Lubelskiej w Lublinie.

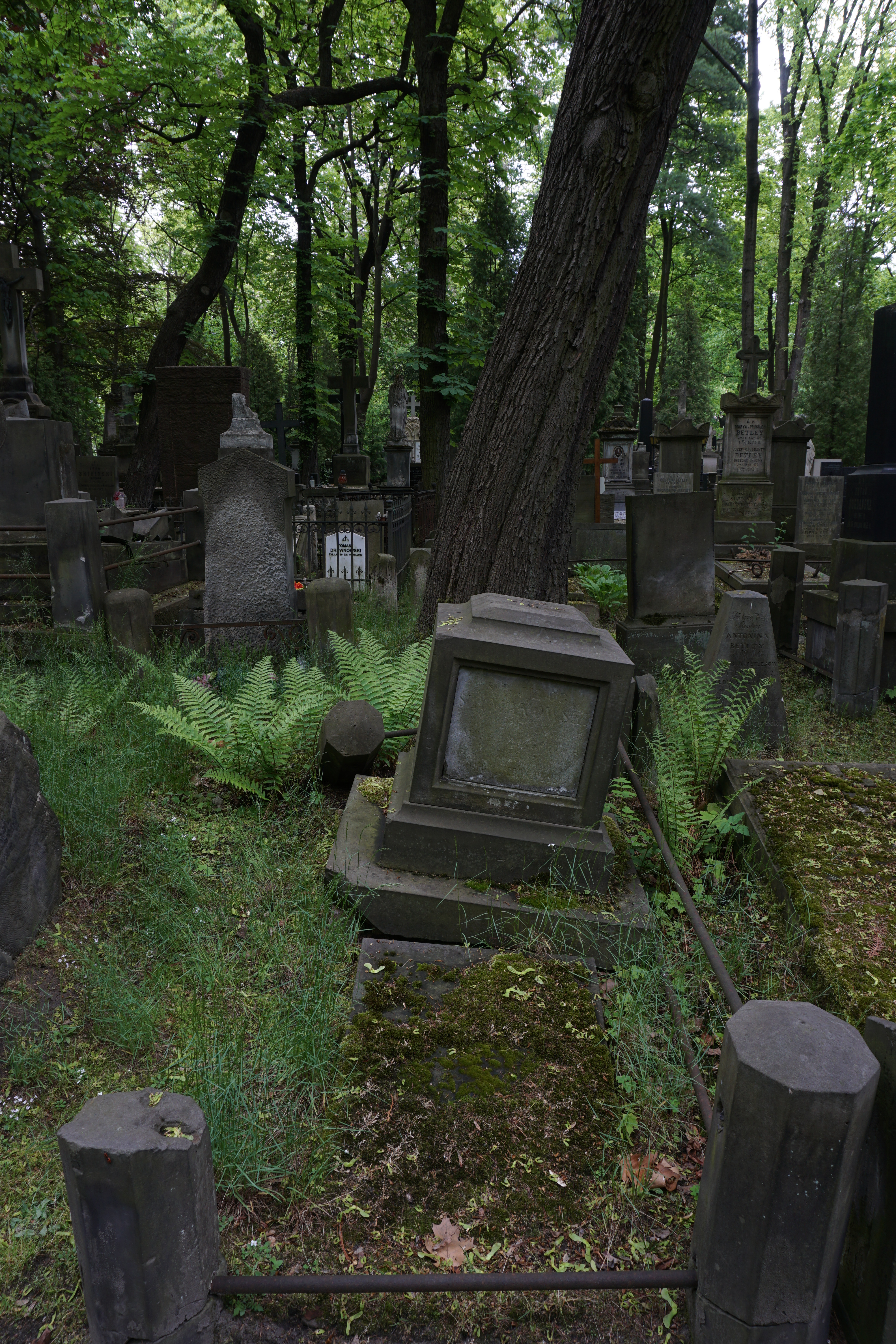
Grób Pawła Malińskiego na cmentarzu Powązkowskim

Paweł Maliński (ur. 14 lipca 1790 w Bernau (Czechy), zm. 7 listopada 1853 w Warszawie) – czeski rzeźbiarz, tworzący w Polsce.

## Życiorys
Był z pochodzenia Czechem. W roku 1804 rozpoczął naukę w Akademii Sztuk Pięknych w Pradze. W latach 1810–1816 kształcił się w Saskiej Akademii Sztuki w Dreźnie pod kierunkiem Franza Pettricha. 
W 1816 roku przybył do Warszawy na zaproszenie Stanisława Zamoyskiego, który powierzył mu wykonanie dekoracji rzeźbiarskiej dla przebudowywanego Pałacu Błękitnego. W 1817 został mianowany na profesora rzeźby Królewskiego Uniwersytetu Warszawskiego. Funkcję tę pełnił aż do zamknięcia Oddziału Sztuk Pięknych po upadku powstania listopadowego. W latach 1820–1822 wyjechał na stypendium rządowe do Włoch, gdzie przez dwa lata (1820–1822) pracował pod kierunkiem Bertela Thorvaldsena. 
Paweł Maliński wykształcił między innymi takich uczniów jak Konstanty Hegel, Władysław Oleszczyński, Tomasz Oskar Sosnowski i Jakub Tatarkiewicz.
Był wolnomularzem.
Został pochowany na cmentarzu Powązkowskim (kwatera 12-6-17).

## Ważniejsze prace
Paweł Maliński tworzył rzeźby architektoniczne zdobiące fasady i wnętrza gmachów i kościołów, posągi, nagrobki i portrety utrzymane na ogół w stylu neoklasycznym.
- grupa alegoryczna Nauka i Sztuka na tympanonie Pałacu Kazimierzowskiego z roku 1824,
- fryz Edyp z Orszakiem Powracający z Igrzysk Olimpijskich na frontonie Teatru Wielkiego (wykonany przez artystę w gipsie w 1830, przekuty w kamieniu w latach 1955–1960),
- płaskorzeźba w tympanonie pałacu Komisji Rządowej Przychodów i Skarbu w Warszawie[4]
- grupa Porwanie Prozerpiny przez Posejdona na tympanonie budynku łazienek Teodozji Majewskiej przy ul. Bednarskiej 2/4 (1832)
- płaskorzeźby na fasadzie domu Andrzeja Zamoyskiego przy ulicy Nowy Świat 67/69 (1850, zniszczone w 1944, zrekonstruowane w latach 1948–1950)
- figury w niszach bocznych kościoła św. Karola Boromeusza przy ulicy Chłodnej
- figury na attyce Pałacu Prezydenckiego[5]
- płaskorzeźby zdobiące żeliwny obelisk zwany Pomnikiem Budowy Szosy Brzeskiej, wzniesiony w 1825 przy ulicy Grochowskiej w celu upamiętnienia ukończenia budowy drogi bitej Warszawa-Brześć
- marmurowe popiersie Jana Albertrandy'ego z ok. 1817
- marmurowe popiersie Stanisława Staszica z ok. 1825
- Pomnik Unii Lubelskiej w Lublinie z 1826